# Donald Nicholls
Donald James Nicholls, baron Nicholls de Birkenhead, (25 janvier 1933 - 25 septembre 2019) est un avocat britannique puis un Lord of Appeal in Ordinary.

## Biographie
Nicholls fait ses études à la Birkenhead School, avant d'étudier le droit à l'Université de Liverpool et à Trinity Hall, Cambridge. Il est admis au barreau en 1958 en tant que membre du Middle Temple, devenant conseiller de la reine en 1974. Il est nommé juge de la Haute Cour le 30 septembre 1983, recevant le titre de chevalier coutumier. Le 10 février 1986, il est nommé Lord Justice of Appeal puis nommé au Conseil privé. Il devient vice-chancelier de la Cour suprême le 1er octobre 1991. Il est nommé Lord of Appeal in Ordinary le 3 octobre 1994 et est par conséquent créé pair à vie avec le titre de baron Nicholls de Birkenhead, de Stoke d'Abernon dans le comté de Surrey.
Il devient Second Senior Law Lord le 1er octobre 2002 et prend sa retraite en 2007, remplacé par Lennie Hoffmann.
De 1998 à 2004, il est juge non permanent de la Cour d'appel final de Hong Kong. 
Il prend sa retraite de la Chambre des lords le 3 avril 2017. Il est décédé le 25 septembre 2019 à l'âge de 86 ans.